# Паркинсон, Сидней
Сидней Паркинсон (ок. 1745 — 26 января 1771) — шотландский ботанический иллюстратор и художник-естествоиспытатель. Первый европейский художник, посетивший Австралию, Новую Зеландию и Таити. Паркинсон был первым квакером, посетившим Новую Зеландию. Известен как участник первого кругосветного плавания Джеймса Кука, сделавший в ходе него первые зарисовки новых земель и оставивший свой дневник путешествия наряду с дневниками капитана корабля Джеймса Кука и своего руководителя известного ботаника Джозефа Бэнкса. Умер от инфекции во время путешествия после посещения Индонезии. Материалы из его путевого дневника были обработаны и не без препятствий опубликованы. Его фамилия входит в Список ботаников-систематиков.

## Ранняя жизнь
Паркинсон родился в Эдинбурге в семье эдинбургского пивовара и квакера Джоэла Паркинсона, и его жены Элизабет. Год его рождения обычно указывается как c. 1745 г., но это вызывает сомнения, поскольку его мать родилась в 1700. У него были брат Стэнфилд и сестра по имени Британия. Родители были членами Эдинбургского собрания квакеров, членом которого был и Джон Фотергилл , сыгравший роль в публикации дневника Паркинсона из кругосветного путешествия. Отец Паркинсона умер в 1749 году, оставив семью в трудном финансовом положении. Паркинсон стал учеником торговца шерстяными тканями. По словам его брата, он получал «особое удовольствие от рисования цветов, фруктов и других объектов естествознания», став «настолько искусным в этом стиле рисования, что привлек внимание самых знаменитых ботаников». Хотя нет прямых доказательств того, что Паркинсон получил формальное образование в области искусства, он был связан с Уильямом Делакуром, который преподавал рисунок и дизайн в Академии попечителей, и, возможно, находился под влиянием других эдинбургских художников.

## Лондон
Семья переехала в Лондон примерно в 1766 г., где брат Паркинсона Стэнфилд работал обойщиком. В 1765 и 1766 годах некоторые цветочные картины и рисунки Паркинсона были показаны на выставках Свободного общества художников. Паркинсон начал давать уроки рисования, и шотландский селекционер, владелец питомника для растений Джеймс Ли, тоже квакер, нанял его учителем для своей дочери Энн. Ли познакомил Паркинсона с ботаником Джозефом Бэнксом в 1767 году. Через Бэнкса Паркинсон также установил контакт с зоологом Томасом Пеннантом. Паркинсон создал копии некоторых картин с изображением животных, собранных в коллекции 29-го губернатора голландского Цейлона Иоана Гидеона Лотена, которые позже были опубликованы в некоторых книгах Пеннанта по зоологии . Его акварельные рисунки птиц из коллекции Лотена были созданы в 1767 году либо по экземплярам в коллекции, либо по графическим изображениям. Вместе с коллегой-художником Питером Пайю Паркинсон работал для Бэнкса над коллекциями последнего из его путешествия 1766 года в Ньюфаундленд и Лабрадор. Он создавал графические и акварельные изображения, рисуя заспиртованных животных или чучела птиц. Когда Бэнкс планировал поездку в Швецию, чтобы встретиться с Линнеем в Уппсале и увидеть Лапландию, он намеревался взять Паркинсона в качестве своего рисовальщика.

## Участие в кругосветном плавании с капитаном Куком
Паркинсон был нанят известным английским ботаником Джозефом Бэнксом, чтобы работать под его руководством над зарисовками растений в первом кругосветном плавании Джеймса Кука через Тихий океан в 1768 году на HMS Endeavour. Паркинсон сделал около тысячи рисунков растений и животных, собранных Бэнксом и Дэниелом Соландерами во время путешествия. Ему приходилось работать в тяжелых условиях. На Таити его преследовали полчища мух, которые поедали краску, пока он работал. Он умер в море по пути в Кейптаун от дизентерии, заразившейся на Принцевом острове у западной оконечности Явы. Бэнкс выплатил невыплаченную зарплату его брату.
Перед своим путешествием Паркинсон преподавал иллюстрацию Энн Ли, дочери Джеймса Ли, питомника в Хаммерсмите, для которой он делал иллюстрации. В своем завещании Паркинсон оставил «любые принадлежности, которая пригодится для живописи или рисования, дочери мистера Ли, моей ученице».

## Журнал
Паркинсон вел журнал на борту корабля незадолго до своей смерти в январе 1771 года Хотя чистая копия журнала была утеряна и так и не найдена, Стэнфилд Паркинсон получил некоторые из бумаг своего брата от Бэнкса в 1773 году и решил опубликовать их раньше, чем официальная публикация Джоном Хоксвортом журналов Кука и Бэнкса. Судебный запрет, полученный Хоксвортом, предотвратил публикацию до двух дней после выхода его книги 10 июня 1773 года 

## Наследие
В честь Паркинсона назван вид буревестник Паркинсона (Procellaria parkinsoni). Большой Флорилегиум его работ был наконец опубликован в 1988 году издательством Alecto Historical Editions в 35 томах и с тех пор оцифрован Музеем естественной истории в Лондоне.

В 1986 году он был отмечен на почтовой марке с изображением его портрета, выпущенной Почтой Австралии. Ниже приведены некоторые примеры художественных работ Паркинсона:
- Банксия пильчатая (Banksia serrata)
- Банксия цельнолистная (Banksia integrifolia)
- Банксия вересколистная (Banksia ericifolia)
- Банксия тропическая (Banksia dentata)